# Обикновено кокиче
Вижте пояснителната страница за други значения на Кокиче.
Обикновеното кокиче (Galanthus nivalis) е най-известният представител на малък род от около 20 вида от семейство Кокичеви (Amaryllidaceae), които са измежду първите цъфтящи цветя през пролетта. Многогодишно тревисто растение, със стъбла високи до около 20 см. Листата са плоски, продълговати, около 15 см дълги и 1,5 см широки. Цветовете са бели, единични, съставени от 6 венчелистчета, вътрешните са двойно по-малки, срастнали със зелено петно на върха. Цъфти от януари до април. Разпространено е в Централна Европа и на Балканския полуостров. Обитава храсталаци, гори и поляни до около 1800 м н.в.
Кокичетата са първите предвестници на пролетта. За съдова култура се препоръчва сортът Galanthus elwesii (висок 15 – 20 см) с широки сивозелени листа и цветове с размер 4 – 5 см. Обикновеното кокиче Galanthus nivalis, високо 10 – 15 см, цъфти малко по-късно.
Период на цъфтене: Galanthus elwesii през февруари, Galanthus nivalis в края на февруари – началото на март.
Произход: Западна, Централна и Южна Европа, Мала Азия.
Месторастсне: Светло до полусенчесто. Някои сортове понасят и слънце.
Субстрат: Оптимална пръст, TKS 2, пръст за балконски цветя, глинесто-хумусна градинска пръст.
Засаждане: През септември/ октомври малките топчести луковици се засаждат в сандъчета или кашпи, най-добре на групи на разстояние 2 – 4 см една от друга, на дълбочина 10 см.
Внимание: Луковиците трябва да бъдат гладки и да не са изсъхнали.
Презимуване: Сандъчетата със засадени растения се пазят на немразовито и тъмно място. Да не се допуска пръстта да изсъхне съвсем. След поникване се преместват на светло.
Поливане, торене: В сандъчетата със засадени растения до поникването се поддържа лека влага. От началото на поникването, докато пожълтеят листата, се полива умерено. В периода на израстване се наторява два пъти. След като опадат листата, се поддържа по-сухо.
Други грижи: Прецъфтелите цветове се отстраняват.
Вредители, болести: Рядко.
Размножаване: Не е възможно при съдова култура. В градината чрез делене.
Съвети за оформление: Кокичетата са очарователни като подсевна култура на широколистни дръвчета в големи ведра, където се появяват всяка година.
Предупреждение: Луковиците на кокичетата съдържат отровен алкалоид.

## Други
На градинското кокиче е наречена улица в квартал „Драгалевци“ в София (Карта).